# Campeonato Goiano
Campeonato Goiano är distriktsmästerskapet för fotboll i Goiás i Brasilien. Det är en av 27 distriktsmästerskap som brukar spelas januari till maj varje år innan säsongen för det nationella mästerskapet Campeonato Brasileiro drar igång. Campeonato Goiano har spelats sedan 1944 och har per 2011 korat åtta olika mästarlag. Flest titlar har Goiás som vunnit mästerskapet 22 gånger. Därefter har Vila Nova vunnit 15 gånger, Goiânia 14 gånger, Atlético Clube Goianiense 12 gånger, CRAC 2 gånger samt Goiatuba, Itumbiara och Anápolis 1 gång vardera.